# Pericallia klapperichi
Pericallia klapperichi är en fjärilsart som beskrevs av Daniel 1943. Pericallia klapperichi ingår i släktet Pericallia och familjen björnspinnare. Inga underarter finns listade i Catalogue of Life.